# Monolistra spinosissima
Monolistra spinosissima är en kräftdjursart som först beskrevs av Emil Racoviţă 1929.  Monolistra spinosissima ingår i släktet Monolistra och familjen klotkräftor. IUCN kategoriserar arten globalt som starkt hotad. Inga underarter finns listade i Catalogue of Life.